# The Philip Lynott Album
The Philip Lynott Album är Phil Lynotts andra album som soloartist, utgivet i september 1982.

## Låtlista
Samtliga låtar skrivna av Phil Lynott, om inte annat anges.
1. "Fatalistic Attitude" (Lymon/Lynott) - 4:31
2. "The Man's a Fool" - 2:58
3. "Old Town" (Bain/Lynott) - 3:27
4. "Cathleen" - 3:34
5. "Growing Up" - 5:00
6. "Yellow Pearl" (Lynott/Lynott) - 2:58
7. "Together" - 3:39
8. "Little Bit of Water" - 3:35
9. "Ode to Liberty (The Protest Song)" (Bain/Lynott) - 5:48
10. "Gino" - 4:10
11. "Don't Talk About Me Baby" - 4:30